# The Hardy Boys
The Hardy Boys es una serie de televisión de misterio y drama canadiense producida por Nelvana y Lambur Productions. Está basada en la serie de libros del mismo nombre creada por Edward Stratemeyer. Los 13 episodios de la primera temporada se lanzaron en Hulu el 4 de diciembre de 2020. La segunda temporada se lanzó el 6 de abril de 2022 y la tercera y última temporada se lanzó el 26 de julio de 2023.
Está protagonizada por Alexander Elliot, Rohan Campbell, Jennifer Hsiung, Keana Lyn, Riley O'Donnell, Bea Santos, y Adam Swain como los personajes principales. El rodaje se llevó a cabo principalmente en Ontario, Canadá, con lugares destacados como Cambridge, Port Hope y Hamilton.

## Premisa
The Hardy Boys sigue a dos hermanos, Frank y Joe Hardy, junto con sus amigos y su padre, que intentan revelar la verdad sobre algo bastante amenazante que sucede en la ciudad de Bridgeport.

## Reparto

### Principales
- Rohan Campbell como Frank Hardy
- Alexander Elliot como Joe Hardy
- James Tupper como Fenton Hardy
- Keana Lyn Bastidas como Callie Shaw
- Linda Thorson como Gloria Estabrook
- Bea Santos como la Tía Trudy
- Adam Swain como Chet Morton
- Atticus Mitchell como JB Cox
- Riley O'Donnell como Elizabeth «Biff» Hooper
- Laara Sadiq como Kanika Khan
- Ray Strachan como Jamal Lucas

### Secundarios
- Janet Porter como Laura Hardy
- Cristian Perri como Phil Cohen
- Stephen R. Hart como The Tall Man
- Saad Siddiqui como Rupert Khan
- Rachel Drance como Stacy Baker
- Jennifer Hsiung como Jesse Hooper
- Frank Licari como Paul McFarlane
- Bill Lake como Ezra Collig
- Philip Williams como Wilt
- Ric Garcia como Stefan
- Charolette Lai como Sandra
- Jim Codrington como Sam Peterson
- Sean Dolan como Ern Cullmore
- Tara Peterson como Shawna Meyer
- Joan Gregson como Anya Kowalski
- Mark Sparks como Nigel
- Philip Craig como George Estabrook
- Marvin Kaye como Sergei Nabokav
- Vijay Mehta como Ahmed Kahn

## Episodios

### Temporada 1 (2020)
| N.º | Título                           | Dirigido por | Escrito por         | Fecha de lanzamiento original |
| --- | -------------------------------- | ------------ | ------------------- | ----------------------------- |
| 1   | «Welcome to Your Life»           | Jason Stone  | Steve Cochrane      | 4 de diciembre de 2020        |
| 2   | «Where the Light Can't Find You» | Jason Stone  | Jason Stone         | 4 de diciembre de 2020        |
| 3   | «Of Freedom and Pleasure»        | Jason Stone  | Sandra Chwialkowska | 4 de diciembre de 2020        |
| 4   | «Secrets and Lies»               | Jeff Renfroe | Avrum Jacobson      | 4 de diciembre de 2020        |
| 5   | «The Drop»                       | Jeff Renfroe | Mike Kiss           | 4 de diciembre de 2020        |
| 6   | «In Plain Sight»                 | Jeff Renfroe | Jennifer Daley      | 4 de diciembre de 2020        |
| 7   | «A Figure in Hiding»             | Melanie Orr  | Sabrina Sherif      | 4 de diciembre de 2020        |
| 8   | «What Happened in Bridgeport»    | Melanie Orr  | Jay Vaidya          | 4 de diciembre de 2020        |
| 9   | «The Key»                        | Melanie Orr  | Ken Cuperos         | 4 de diciembre de 2020        |
| 10  | «The Secret Room»                | Casey Walker | Avrom Jacobson      | 4 de diciembre de 2020        |
| 11  | «No Getting Out»                 | Casey Walker | Mike Kiss           | 4 de diciembre de 2020        |
| 12  | «Eye to Eye»                     | Jason Stone  | James Hurst         | 4 de diciembre de 2020        |
| 13  | «While the Clock Ticked»         | Jason Stone  | Sabrina Sherif      | 4 de diciembre de 2020        |